# Großsteingrab Rubkow
Das Großsteingrab Rubkow ist eine megalithische Grabanlage der jungsteinzeitlichen Trichterbecherkultur bei Rubkow im Landkreis Vorpommern-Greifswald (Mecklenburg-Vorpommern). Es trägt die Sprockhoff-Nummer 557.

## Lage
Das Grab befindet sich am nordöstlichen Ortsrand von Rubkow bei einer landwirtschaftlichen Anlage in einer Baumgruppe.

## Beschreibung
Die Anlage besitzt ein etwa nord-südlich orientiertes, trapezförmiges Hünenbett mit einer Länge von 22 m und einer Breite von 8 m im Süden bzw. 6 m im Norden. Die Umfassung ist nur noch in Resten erhalten. An den Langseiten stehen noch einige Steine in situ, an der Westseite markiert zudem ein langer Rodungsgraben die einstigen Standorte weiterer Steine. An der südlichen Schmalseite ist noch ein Stein in situ vorhanden, an den Ecken der Nordseite die beiden großen Wächtersteine. Am südlichen Ende des Hünenbetts liegt die parallel zu ihm orientierte Grabkammer, bei der es sich um eine Großdolmen handelt. Sie bestand ursprünglich wahrscheinlich aus vier Jochen. Erhalten sind noch jeweils zwei Wandsteine an den Langseiten und der nördliche Abschlussstein. Alle stehen noch in situ. Die restlichen Wandsteine und alle Decksteine fehlen. Die Kammer hat eine Länge von etwa 4 bis 5 m und eine Breite von 3 m. Da die vorhandenen Steine sehr tief in der Erde stecken, ist anzunehmen, dass die Bestattungen noch weitgehend erhalten sind.